# St. Josef (Obernkirchen)

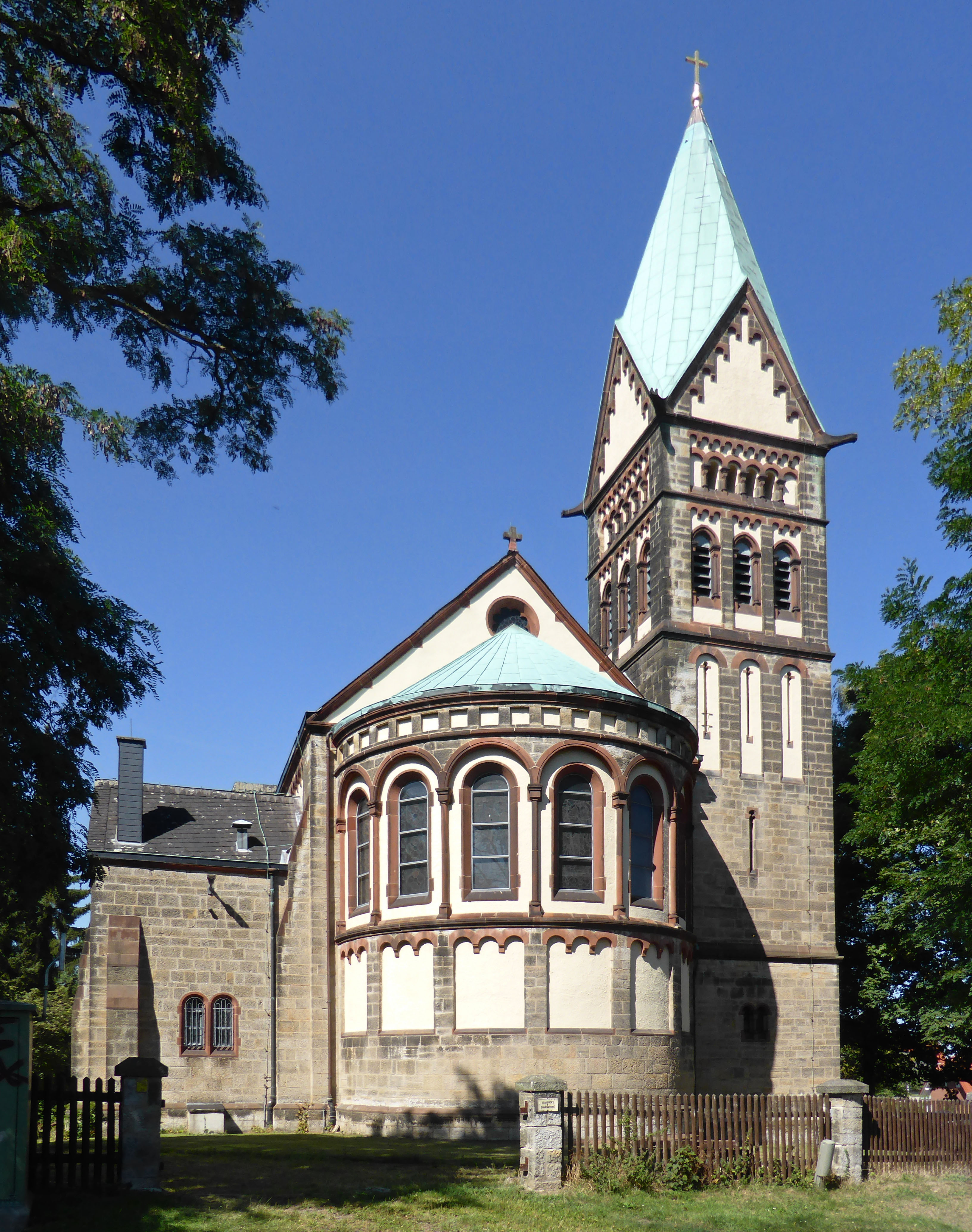
St.-Josef-Kirche

Die Kirche Sankt Josef ist die römisch-katholische Kirche in Obernkirchen, einer Stadt im Landkreis Schaumburg in Niedersachsen. Sie gehört als Filialkirche zur Pfarrgemeinde St. Marien mit Sitz in Bückeburg, im Dekanat Weserbergland des Bistums Hildesheim. Das Kirchengebäude ist im Denkmalatlas Niedersachsen unter der ID 36216849 als Baudenkmal verzeichnet.

## Geschichte
1559 wurde durch ein Dekret von Graf Otto IV. in der Grafschaft Schaumburg die Reformation eingeführt. Infolgedessen wurde das Stift Obernkirchen mit der Stiftskirche St. Marien protestantisch.
Im 19. Jahrhundert zogen im Zuge der Industrialisierung wieder Katholiken nach Obernkirchen, die von Mitte des 19. Jahrhunderts an von Bückeburg aus seelsorglich betreut wurden.
1855 wurde in Obernkirchen eine katholische Schule eröffnet, 1866 wurde der erste katholische Gottesdienst nach der Reformation in Obernkirchen gefeiert.
1878/79 folgte in Obernkirchen die Einrichtung einer katholischen Notkirche, die durch Umbau einer Scheune entstand. Sie trug bereits das Patrozinium des heiligen Josef, dem Schutzpatron der Arbeiter. 1891 bekam Obernkirchen einen eigenen Seelsorger. Von 1899 an gehörte Obernkirchen zur Pfarrei St. Sturmius (Rinteln).

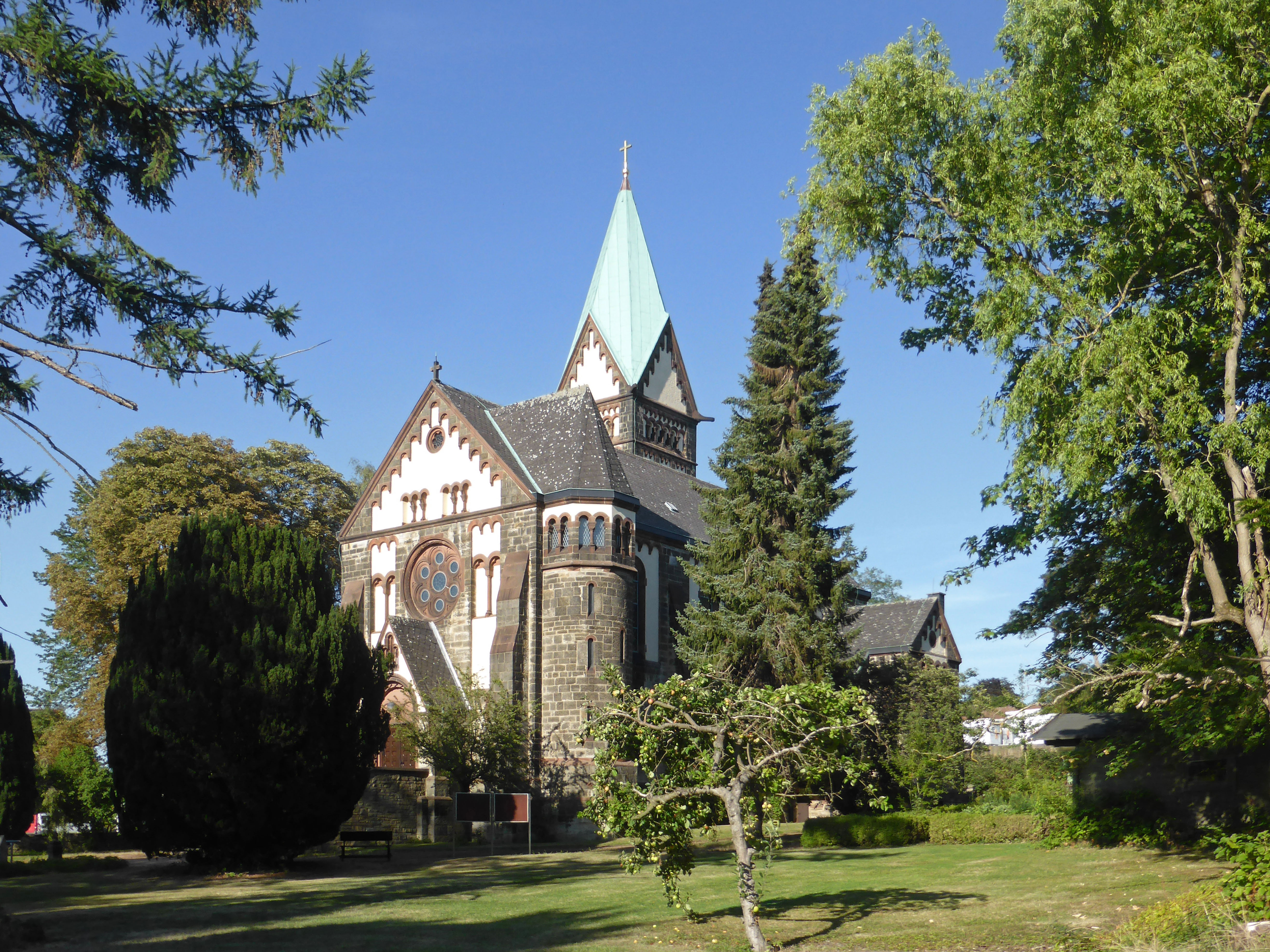
Ansicht von Südwesten

Kaplan Damian Herbert, der seit dem 1. September 1900 als Kuratus für Obernkirchen tätig war, erwarb das Grundstück für den Kirchenbau. Im August 1907 wurde der Grundstein gelegt, am 8. Juli 1908 erfolgte die Kirchweihe durch Joseph Damian Schmitt, den Bischof des Bistums Fulda, zu dem Obernkirchen damals gehörte.
1930 kam Obernkirchen durch das Preußenkonkordat und die Päpstliche Bulle Pastoralis officii nostri vom Bistum Fulda zum Bistum Hildesheim.
Im Zuge der Flucht und Vertreibung Deutscher aus Mittel- und Osteuropa 1945–1950 stieg in Obernkirchen und den umliegenden Ortschaften die Zahl der Katholiken so stark an, dass 1946 in Rehren eine Tochtergemeinde gegründet wurde. Selbstständige Kirchengemeinde wurde Obernkirchen 1953, zur Pfarrei erhoben wurde St. Josef 1962.
Ende der 1960er Jahre wurde ein großzügig eingerichtetes Pfarrheim erbaut. 1968/69 wurde infolge der Liturgiereform des Zweiten Vatikanischen Konzils der Altarraum völlig umgestaltet. Daran wirkten Diözesan-Oberbaurat Josef Fehlig, Bauingenieur Wolfgang Lorke und der Künstler Claus Kilian mit. 1970 wurde der neue Kreuzweg geweiht, 1972 die neue Orgel.
Seit 2008 wohnt kein Priester mehr im Pfarrhaus der St.-Josef-Kirche. Am 1. September 2008 entstand die heutige Pfarrgemeinde St. Marien, Bückeburg, zu der neben der St.-Josef-Kirche in Obernkirchen auch die Kirchen St. Marien Immaculata Conceptio (Bückeburg) und St. Katharina (Rehren) gehören. Zum Einzugsgebiet der Pfarrgemeinde gehört auch Bad Eilsen, wo die katholische Kirche St. Johannes Evangelist am 29. Mai 2010 profaniert wurde.
Am 1. September 2012 wurden das Dekanat Bückeburg, zu dem die St.-Josef-Kirche gehörte, und das Dekanat Hameln-Holzminden zum heutigen Dekanat Weserbergland vereinigt.

## Architektur und Ausstattung

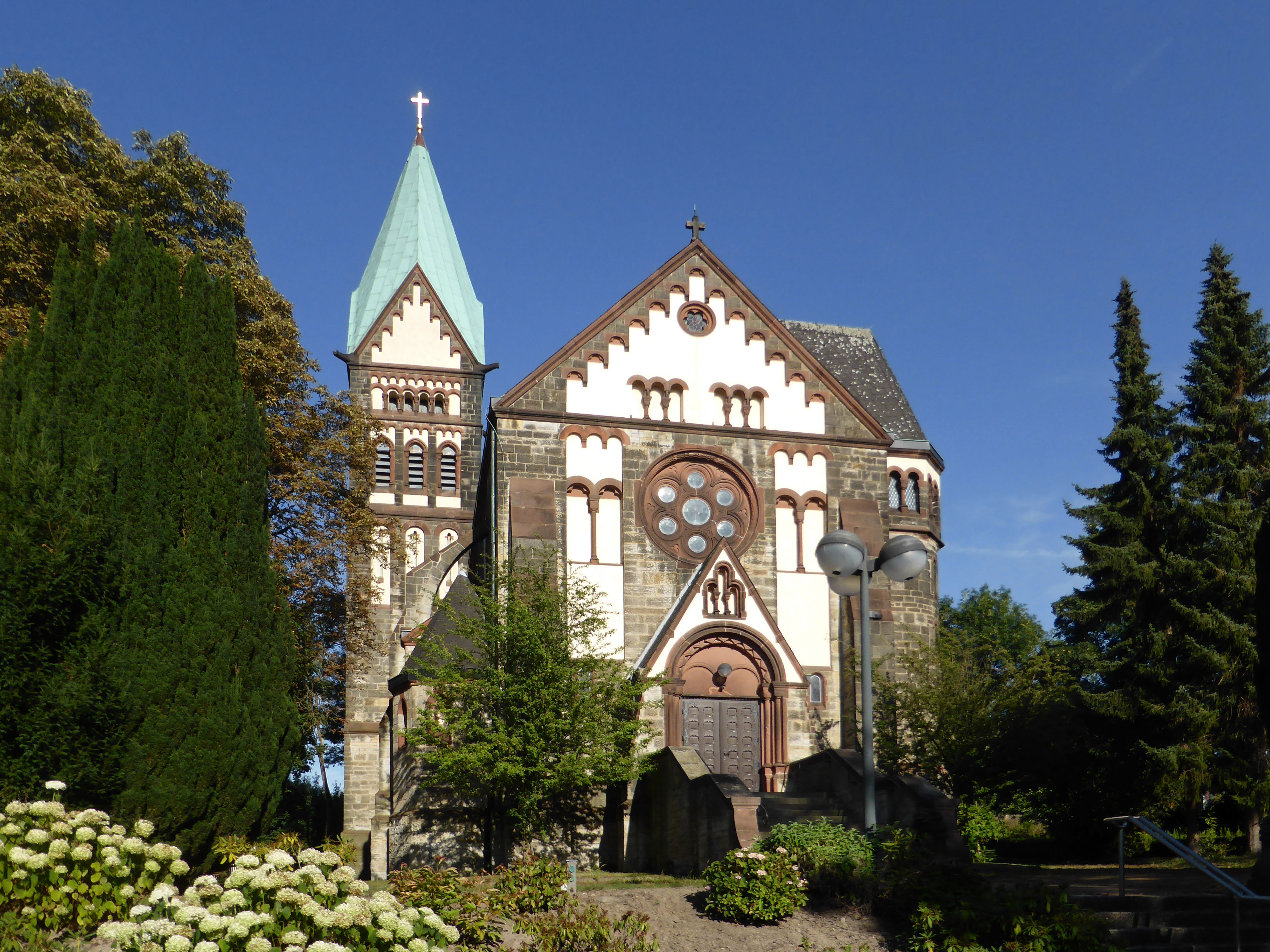
Westfassade

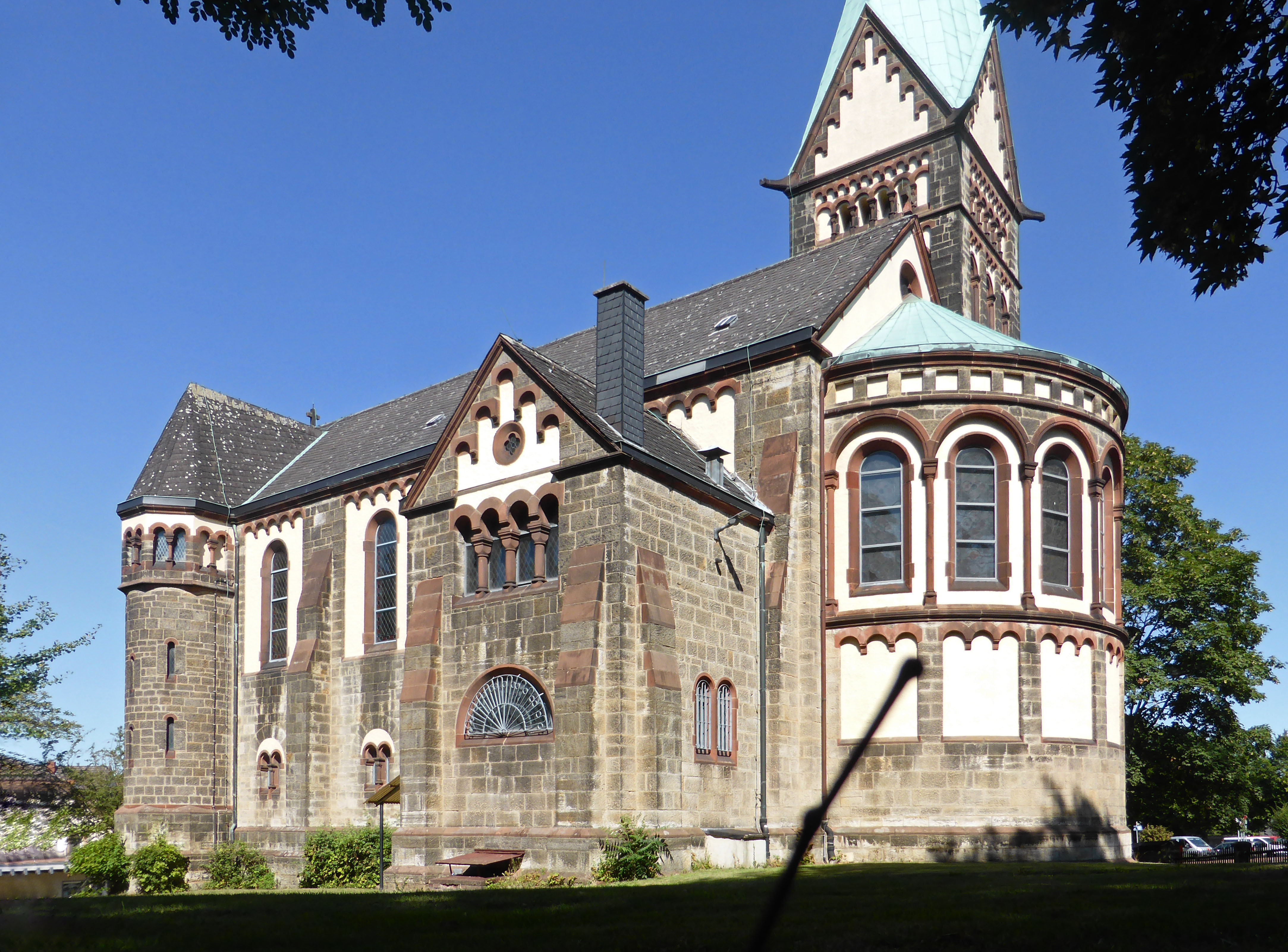
Südseite

Die geostete Kirche steht an der Ecke Bahnhofstraße / Heyestraße, sie entstand nach Plänen des Architekten August Greifzu aus Mainz im Baustil der Neuromanik.
Die prächtige Kirche aus grauem Sandstein beeindruckt durch die Lage auf einem Hügel in der Ortsmitte. Der 38 m hohe Kirchturm mit einem Helmdach ragt auf der Nordostseite empor. In der Außenwand der Westfassade ist unter dem Giebel eine Rosette eingebaut. Das Hochschiff der Kirche mit vier Jochen hat eine Länge von 23 m und eine Breite von 9,50 m. Eine Treppe auf der Westseite führt zum Haupteingang.
Ins Auge fallen die Buntglasfenster im Altarraum, das Kreuz über dem Altar und der Ambo. Auf der linken Seite neben dem Kirchenschiff befinden sich in kapellenartigen Nischen eine Marienfigur (Josef Franke), eine Figur des hl. Antonius von Padua und eine Figur des hl. Josef (Josef Franke). Auf der rechten Seite des Hauptschiffes ist der Kreuzweg zu sehen (Josef Franke).
Drei Glocken sind im Kirchturm untergebracht: eine f-Glocke (der Muttergottes geweiht), eine g-Glocke (dem hl. Josef geweiht) und a-Glocke (dem hl. Bonifatius geweiht).

### Orgel
Die auf der Nordseite der Empore befindliche Orgel wurde 1972 vom Orgelbauunternehmen E. Kemper & Sohn aus Lübeck erbaut.
Das Instrument hat 17 Register auf zwei Manualwerken und Pedal.
| I Hauptwerk C–g3 |           |    |
| 1.               | Prinzipal | 8′ |
| 2.               | Rohrflöte | 8′ |
| 3.               | Oktave    | 4′ |
| 4.               | Prinzipal | 2′ |
| 5.               | Mixtur IV |    |
| 6.               | Trompete  | 8′ |

| II Rückpositiv C–g3 |                 |       |
| 7.                  | Gedackt         | 8′    |
| 8.                  | Weidenpfeife    | 4′    |
| 9.                  | Hohlflöte       | 4′    |
| 10.                 | Blockflöte      | 2′    |
| 11.                 | Sesquialtera II |       |
| 12.                 | Quinte          | 1 ⁄3′ |
| 13.                 | Oboe            | 8′    |

| Pedalwerk C–f1 |            |     |
| 14.            | Subbass    | 16′ |
| 15.            | Octavbass  | 8′  |
| 16.            | Choralbass | 4′  |
| 17.            | Fagott     | 16′ |

- Koppeln: II/I, I/P, II/P